# Austrobaileyales
Austrobaileyales is een botanische naam van een order in de bedektzadigen: de naam is gevormd uit de familienaam Austrobaileyaceae. Een orde onder deze naam wordt door de Angiosperm Phylogeny Group vanaf APG II-systeem (2003), maar werd voorheen zelden erkend door systemen voor plantentaxonomie. De Austrobaileyales zijn een deel van de ANA-groep, een basale clade van de zaadplanten.

## Indeling volgen het APG
In de indeling volgens het APG IV-systeem van de Angiosperm Phylogeny Group ziet er in een korte samenvatting als volgt uit:
| - 'angiosperms', bedektzadigen, Angiospermae - Amborellales ← (ANA-groep) - - Nymphaeales ← (ANA-groep) - - Austrobaileyales ← (ANA-groep) - 'mesangiosperms' - 'magnoliids', magnoliiden, Magnoliopsida - Chloranthales - - 'monocots', Monocotyledoneae, eenzaadlobbigen - Dicotyledonae, tweezaadlobbigen - Ceratophyllales - 'eudicots', Asteropsida, 'nieuwe' tweezaadlobbigen |

Voorbeelden Austrobaileyales
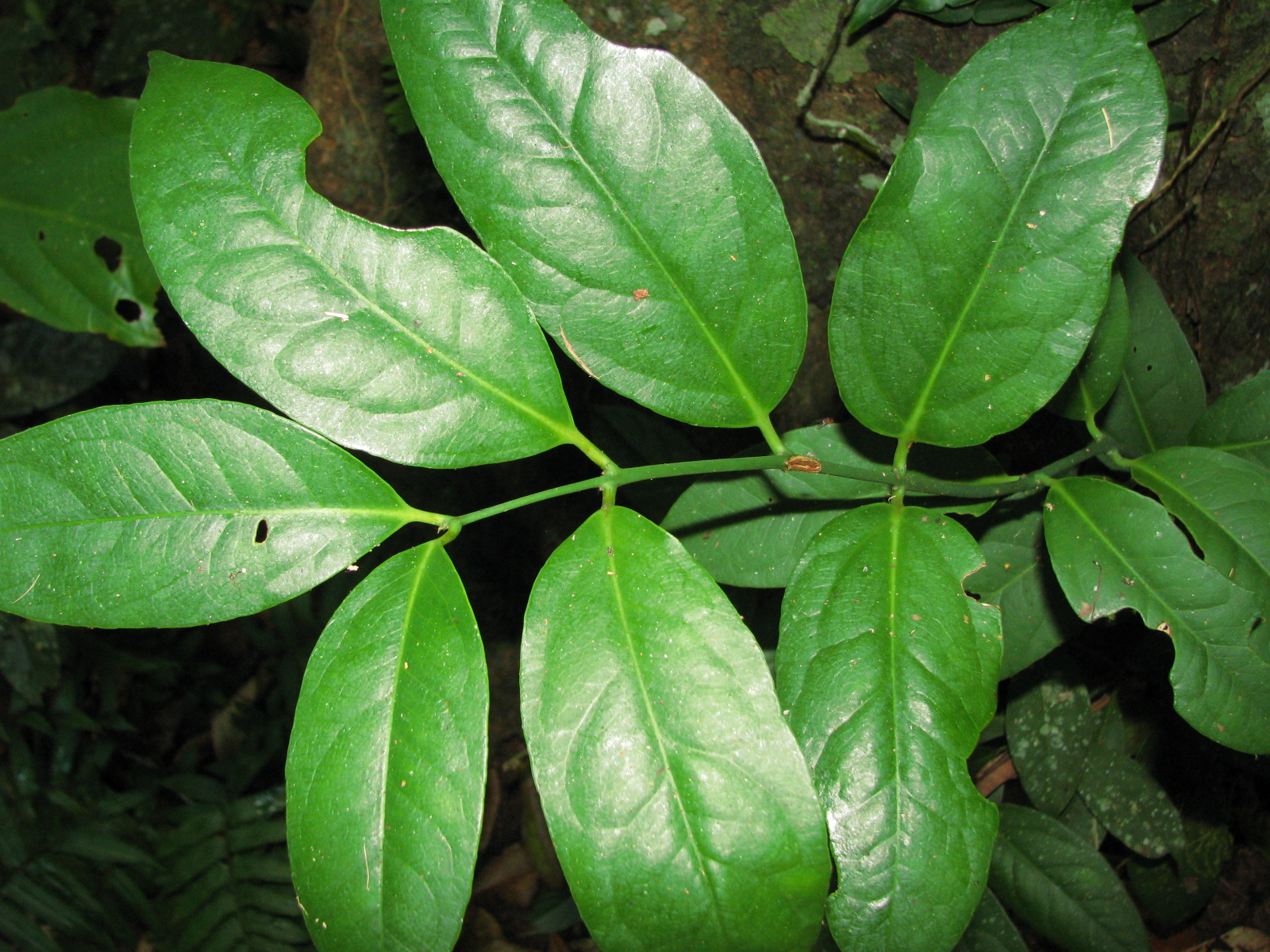
Austrobaileya scandens (Austrobaileyaceae)
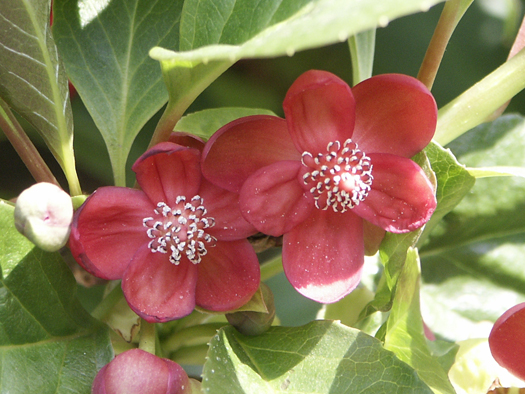
Schisandra rubriflora (Schisandraceae)
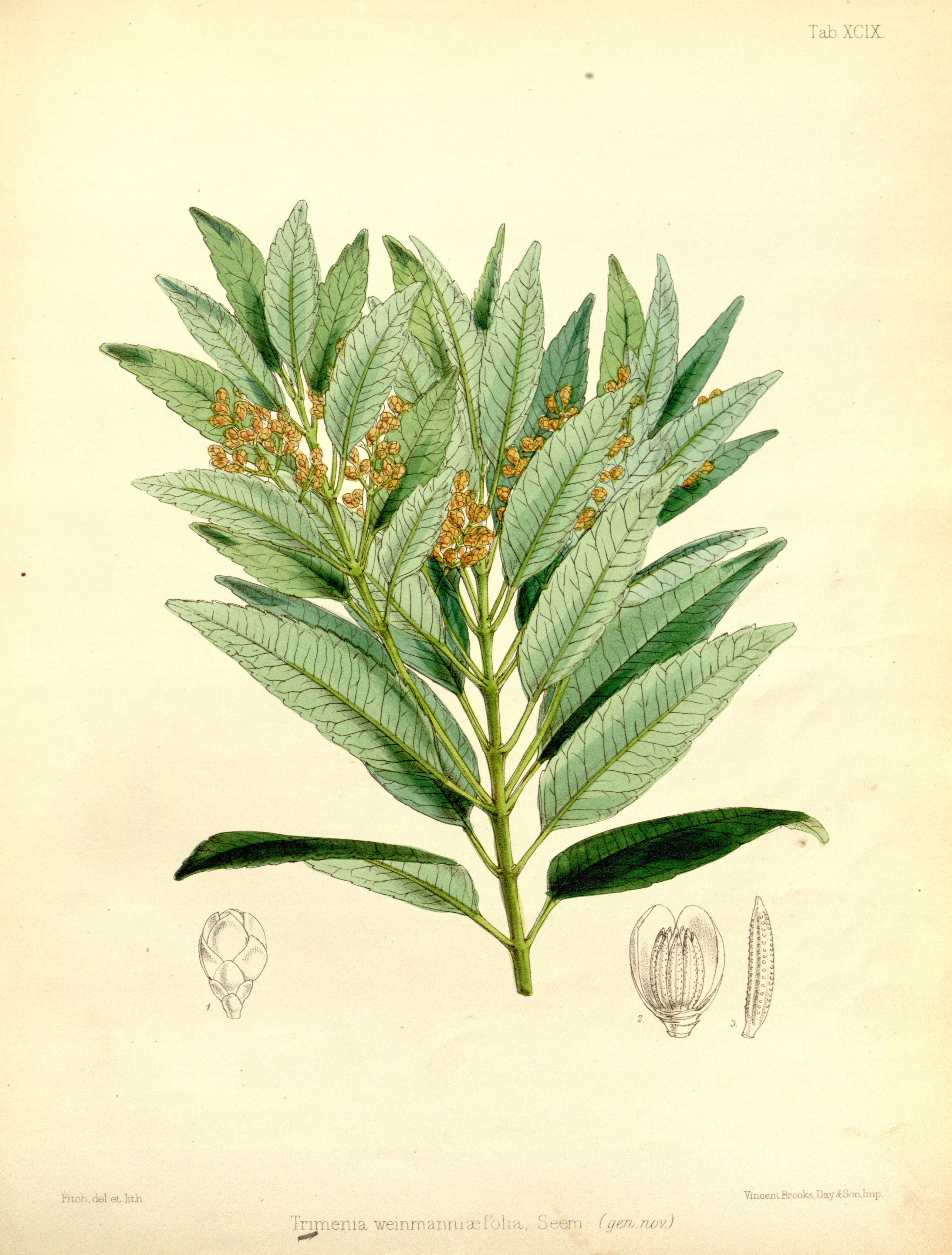
Trimenia weinmanniaefolia (Trimeniaceae)